# Cmentarz wojenny nr 334 – Chełm
Cmentarz wojenny nr 334 – Chełm – austriacki cmentarz wojenny z okresu I wojny światowej wybudowany przez Oddział Grobów Wojennych C. i K. Komendantury Wojskowej w Krakowie na terenie jego okręgu IX Bochnia.
Znajduje się we wschodniej części miejscowości Chełm w gminie Bochnia województwa małopolskiego.
Nekropolia ta, to niewielka, prostokątna kwatera na chełmskim cmentarzu parafialnym. Zaprojektowana przez Franza Starka, kryje prochy 21 nieznanych żołnierzy austro-węgierskich i rosyjskich. Zachowała się w prawie niezmienionym stanie.
Pomnikiem centralnym jest wysoki betonowy krzyż. Na nim znajduje się metalowy krzyż z mieczy. Po jego bokach, na słupkach znajdują się krzyże: dwuramienny i łaciński. Przed pomnikiem, na grobach umieszczono rząd niewielkich, metalowych krzyży: trzy patriarchalne oraz trzy łacińskie.

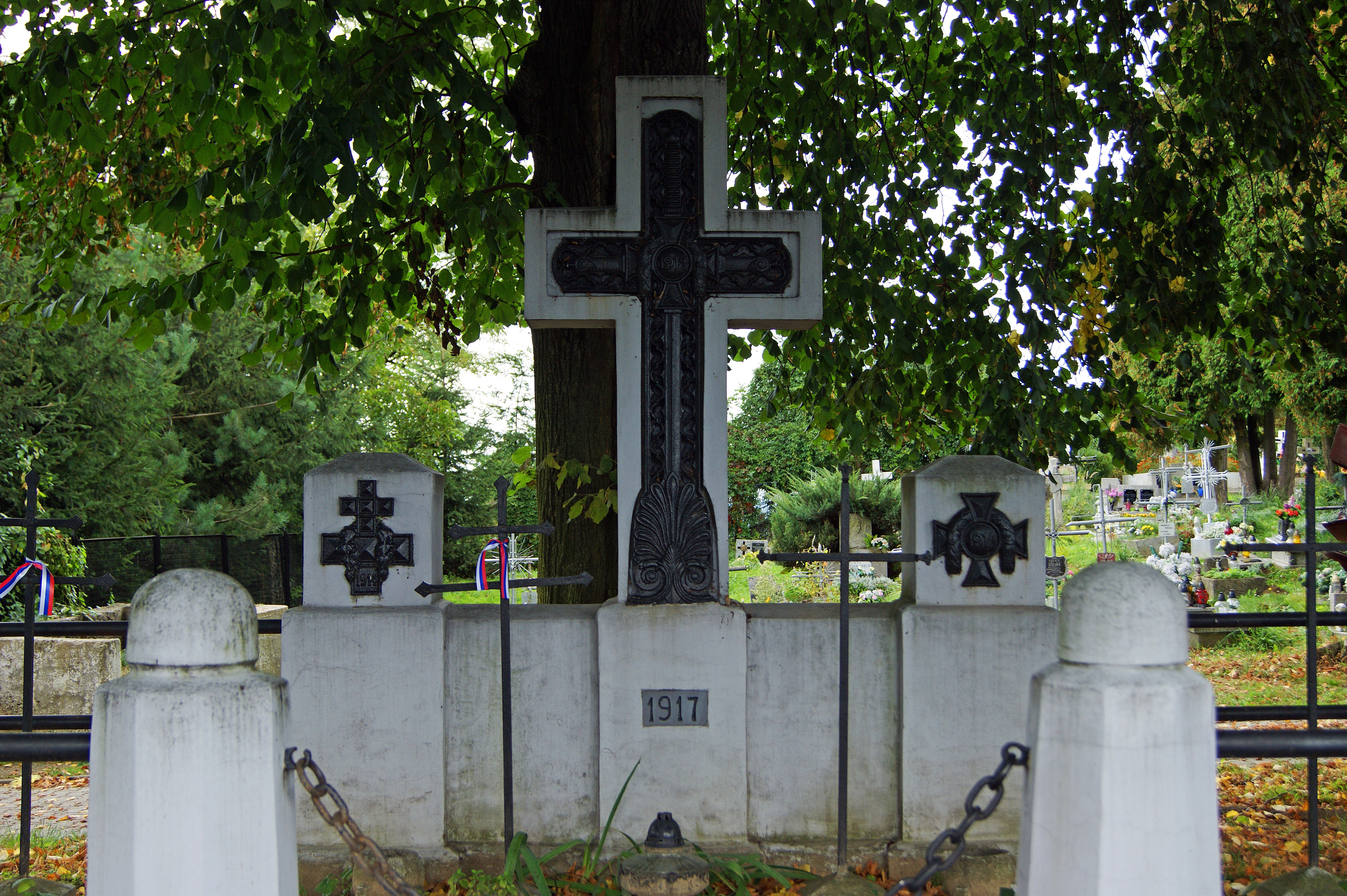
Pomnik centralny

Całość jest ogrodzona.